# Judy Reyes
Judy Reyes (Bronx, Nueva York; 5 de noviembre de 1967) es una actriz de cine estadounidense hija de padres dominicanos. Es conocida por su papel como la enfermera Carla Espinosa en la serie de televisión de la NBC Scrubs, que se mantuvo en pantalla desde 2001 hasta 2010.

## Vida personal
Reyes tiene tres hermanas, siendo Joselin su hermana gemela (quien interpretó a una paramédica en Law & Order: Special Victims Unit). Fue al Hunter College en Manhattan, donde comenzó su carrera como actriz. Está divorciada del escritor y director Edwin M. Figueroa. Es prima de la modelo y artista Viancey.
Actualmente Reyes vive en Los Ángeles, si bien viaja frecuentemente a su Nueva York natal. Además de actuar pretende seguir trabajando en películas independientes. 
En septiembre de 2006, Reyes se fracturó la pelvis en un accidente doméstico lo cual afectó a la grabación del episodio de Scrubs My Musical.

## Carrera
Actuó como novia de Paulie Walnuts en la serie The Sopranos. También hizo una breve aparición en una serie de televisión llamada Oz como esposa de C.O Rivera.
Su primer papel importante lo obtuvo en 1992 en una película independiente llamada "Jack and His Friends" (Jack y sus Amigos) donde coincidió con Sam Rockwell. Durante este tiempo no dejó de representar obras teatrales.
Su carrera cinematográfica incluye las películas independientes "Went to Coney Island on a Mission from God, Be Back at Five", "Bringing Out The Dead" con Nicolas Cage, así como también "Washington Heights". Además, Judy actuó en la película "Taino", donde fue coproductora junto a su marido Edwin M. Figueroa. Este cortometraje fue exhibido en la edición 2001 de Los Ángeles Latino Film Festival.
En cuanto a su participación en televisión, Judy cuenta con varias apariciones como invitada especial en "Tina en Oz", "The Sopranos" (Los Sopranos) y "100 Centre Street" (El número 100 de la calle Centre).
Su papel más conocido hasta el momento es el de la serie de televisión Scrubs, donde interpreta a una enfermera de origen latino enamorada de un cirujano.
Desde 2013 interpreta el papel de Zoila en Criadas y malvadas.